# A4 (Letland)
De A4 is een hoofdweg in Letland die de noordoostelijke rondweg van Riga vormt. De E67 en de E77 lopen over de hele weg mee.  
De A4 begint bij een klaverblad ten noorden van Riga. Daar sluit de weg aan op de A1 naar Tallinn en de A2 naar Pskov. De A4 eindigt met een trompetknooppunt op de A6 richting Daugavpils. Samen met de A5 vormt de A4 de rondweg van Riga. De A4 is 20,5 kilometer lang.
A1 · A2 · A3 · A4 · A5 · A6 · A7 · A8 · A9 · A10 · A11 · A12 · A13 · A14 · A15